# Hermann Immermann (Politiker)
Hermann Adolf Immermann (* 24. Oktober 1807 in Magdeburg; † 22. Oktober 1868 ebenda) war ein deutscher Jurist und Politiker.

## Leben
Immermann, Sohn des Kriegs- und Domänenrats Gottlieb Leberecht Immermann und jüngerer Bruder des Dichters Karl Leberecht Immermann, besuchte das Klostergymnasium in Magdeburg. Er studierte ab 1825 Rechtswissenschaft an der  Rheinischen Friedrich-Wilhelms-Universität, wo er Mitglied des Corps Borussia Bonn wurde. Seine berufliche Laufbahn führte ihn als Gerichtsdirektor nach Salze. Immermann war Mitglied des Preußischen Abgeordnetenhauses, zuletzt für die Deutsche Fortschrittspartei.